# Ingeborg Steffensen
Ingeborg Steffensen (* 4. Juni 1888 in Kopenhagen; † 7. Januar 1964 in Frederiksberg) war eine dänische Opernsängerin (Mezzosopran).

## Leben
Steffensen studierte in Kopenhagen bei Sophie Keller und Borghild Bryhn-Langgaard und debütierte hier 1909 als Konzertsängerin. 1915 debütierte sie am Königlichen Theater als Ännchen in Carl Maria von Webers Der Freischütz. Von 1919 bis 1956 war sie am Königlichen Theater engagiert.
Sie sang hier große Mezzosopranrollen wie die Carmen in Georges Bizets Oper, die Dalila in Camille Saint-Saëns’ Samson et Dalila, die Ortrud in Richard Wagners Lohengrin und die Brangäne in dessen Tristan und Isolde sowie die Frau Ingeborg in Peter Heises Drot og Marsk. 1950 sang sie in der Uraufführung von Svend S. Schultz’ Oper Høst.
Gastauftritte führten Steffensen nach Stockholm, Berlin, Wien und Prag, Oslo sowie nach Göteborg, wo sie die Titelrolle in Arthur Honeggers Oper Judith sang. Nach ihrem Engagement an der Königlichen Oper betätigte sich Steffensen weiter als Konzert- und Oratoriensängerin.

## Auszeichnungen
- Sie wurde am 29. Mai 1934 von König Christian X. von Dänemark mit der dänischen Verdienstmedaille Ingenio et arti ausgezeichnet.[1]
- 1939 Verleihung des Wissenschafts- und Kulturpreises Tagea Brandts Rejselegat